# Georges Gimel
Georges Gimel (Domène, 8 marzo 1898 – Megève, 21 gennaio 1962) è stato un pittore francese.
Fu pittore paesaggista (principalmente di montagne), di nature morte e di soggetti sacri, fu anche pittore incisore, litografo, illustratore, scenografo, scultore e smaltatore inventivo.

## Biografia
Georges Gimel nacque a Domène, in Isère. I suoi antenati, originari del villaggio di Gimel-les-Cascades in Corrèze, si erano rifugiati nel Delfinato, all'epoca delle Guerre di religione, nel XVI secolo. Adolescente, incontrò il pittore Tancrède Bastet, anche lui nativo di Domène, che fu probabilmente all'origine della sua vocazione.
Dopo un anno passato alla Scuola delle Arti Industriali di Grenoble, Gimel, che aveva allora 16 anni, lasciò la sua provincia natale per andare a Parigi dove visse per vent'anni.
Alunno di Jean-Paul Laurens alla École nationale supérieure des beaux-arts, Gimel abbozzò, tra l'altro, la sua Via Crucis (Chemin de Croix) che realizzò più tardi. Nel 1916, s'iscrisse alla Scuola delle Arti decorative per migliorare la sua tecnica.
Quando ebbe diciotto anni, alla fine del 1916, Gimel prese parte alla prima guerra mondiale e si arruolò volontariamente nell'esercito francese. Fu mandato al fronte della Marna dove la durezza del combattimento gli ispirò le sue prime Visioni di guerra (Visions de guerre). Otto giorni prima dell'armistizio (11 novembre 1918) fu colpito da gas asfissianti, e ciò alterò gravemente il suo stato di salute.
Dopo il congedo (1919), fu nello stesso tempo alunno alle Belle Arti, nello studio di Jean-Atoine Injalbert e all'Académie Julian. In quel tempo, lavorò nello studio del suo compagno di guerra, lo scultore Henri Bouchard, dove realizzò le sue prime sculture in legno e pietra.
Negli anni venti, Gimel prese parte attivamente alla vita artistica parigina. Frequentò scrittori, pittori, attori del teatro Le Vieux Colombier, musicisti e creatori di moda. Fece numerosi ritratti come quelli di Colette, Ève Curie, Louis Jouvet e del pianista Alfred Cortot
Realizzò incisioni su legno fra le quali il ritratto del compositore Déodat de Séverac ospitato alla Biblioteca Nazionale di Parigi. Il suo talento poliedrico lo portò a illustrare molte opere d'arte e a lavorare anche presso Jean de Brunhoff, il padre di Babar, nello stesso tempo fu il direttore artistico del giornale Tentatives, la rivista letteraria diretta da Henri Petiot (detto Daniel-Rops). Oppure gli piaceva lavorare colle arti vetrarie Lalique o creare modelli di tessuti molto stimati dai celebri sarti Paul Poiret e Jean Patou.
In quest'epoca Gimel viaggiò molto: Mediterraneo, Bretagna, Alpi e Alvernia traendo ispirazione dai paesaggi visti: bagnanti, paesaggi in riva al mare, pescatori, laghi e fiori di montagna, bambini e villaggi sotto la neve.
Al principio degli anni trenta, all'epoca di una mostra d'arte sacra alla galleria Charpentier a Parigi, espose gli affreschi di una Via Crucis (Chemin de Croix) della quale fu contestato il modernismo; Il Vaticano e la Biblioteca Nazionale di Parigi comprarono le litografie tratte da questa Via Crucis, riunite in una raccolta della quale Léon Daudet aveva scritto la prefazione.
Nell'anno 1935 Gimel s'installò a Megève, essendo l'aria della montagna migliore per la sua salute. Fece costruire la villetta «Il Fresco» dall'architetto Henri-Jacques Le Même.
Decorò la facciata con affreschi avanguardisti dove "il re e la regina delle nevi" poco vestiti, fecero parlare di sé i giornali per molto tempo.
Nell'anno 1937, partecipò all'Esposizione Universale di Parigi. Realizzò la decorazione interna del padiglione del Delfinato sul tema degli sport invernali per assicurarne la promozione.
Mobilitato nell'anno 1939 al Fayet (Alta Savoia), Gimel fu di stanza a Divonne poi a Annecy. Durante la seconda guerra mondiale, disse «sono di nuovo soldato, non è possibile per me dipingere fiori». Ed espose alla Galleria Katia Granoff a Parigi, i suoi inchiostri di china Visioni delle due guerre (Visions des deux guerres).
Nell'anno 1944 pubblicò da Didier e Richard a Grenoble, un libro illustrato da litografie: Il Calvario della Resistenza (Le Calvaire de la Résistance), tenuto come una delle opere maggiori su quest'epoca dolorosa.
Nel dopoguerra, Gimel si consacrò quasi esclusivamente alla fabbricazione dei suoi smalti. Costruì una fornace accanto alla sua villetta dove continuò la sua ricerca sui colori e i modellati del loro supporto. Secondo la massima di Guillaume Le Taciturne che aveva fatta sua («Non è necessario sperare per incominciare a fare qualcosa, né riuscire per perseverare»), Gimel operò appassionatamente per perfezionare la smaltatura durante più di quindici anni. Un centinaio di opere smaltate furono esposte alla Galleria Bernheim Jeune a Parigi nell'anno 1949.
Negli anni cinquanta, mostre furono organizzate a Roma e a Saarbrücken (Germania). Per il tramite del Ministero degli Affari Esteri e della Direzione Generale delle Relazioni Culturali, parecchie sue opere furono spedite in USA Yale University Art Gallery per una mostra itinerante.
Nell'anno 1956, Gimel, finì sua Via Crucis (Chemin de Croix) con quattordici stazioni smaltate su oro per la chiesa Saint-Jean Baptiste di Megève.
Il 21 gennaio 1962, una domenica inondata di sole, Georges Gimel morì improvvisamente mentre ballava un valzer con una giovane donna sulla pista per pattinaggio di Megève.

## Illustrazioni
- Dévigne, Roger (1921), Janot le jeune hommes aux ailes d'or. Paris: L'Encrier.
- Coeuroy, André (1921), Musiciens. Paris: Nouvel Essor.
- Faure, Gabriel (1922), Printemps. Paris: R.Chiberre.
- Voragine, Jacques de (1922), Sainte Agnès. Paris: Nouvel Essor.
- Hervieu, Louise (1924), l'Âme du cirque. Paris: Librairie de France.
- Gimel, Georges et Petiot, Henry (1924), Stendhal. Chambéry: Tentatives.
- Gimel, Georges (1933), Chemin de Croix. Paris: Jeanne Bucher.
- Gimel, Georges (1944), Le Calvaire de la Résistance. Grenoble: Didier et Richard.

## Opere decorative
- Fresco « La Cava » per la sede sociale della Compagnie des chaux et ciments Lafarge a Parigi. (Oggio sparita).
- Fresco  « Il re e la regina delle nevi » per la sua villetta di Megève.
- Fresco alla cera « L'attività dei lavoratori d'ieri e d'oggi ». Borsa del lavoro a Annecy.(Oggi sparita).
- Fresco « Attori degli anni venti » per il teatro di Grenoble, sulla facciata che dà sul fiume L'Isère. (In restauro).